# 嵐 (小説)
『嵐』（あらし）は、1926年（大正15年）9月に雑誌『改造』第8巻10號に発表された島崎藤村の短編小説。作者の家庭に取材し、子供たちが自立へのみちを歩もうとする状況に直面した父親の姿を描いた。

## 映画
本作を原作とする映画が1956年に公開された。監督は稲垣浩。
1957年には第7回ベルリン国際映画祭コンペティション部門で上映された。
出演者
以下の役名と出演者名はKINENOTEに従った。
- 水沢信次：笠智衆
- お徳：田中絹代
- 誠心堂 石井：加東大介
- 水沢三郎：久保明
- 水沢末子：雪村いづみ
- 水沢太郎：山本廉
- 水沢次郎：大塚国夫
- 桜館主人 北川：清水元
- 女中お咲：中北千枝子
- 水沢信次の義妹 しづ江：東郷晴子
- 水沢信次の兄：山田巳之助
- 雑誌記者 宮口：今泉廉
- 郷里の青年 森：松尾文人
- 特高刑事：谷晃
- 医者：稲葉義男
- 八代教授：江川宇禮雄
- 森の妹：香川悠子
- お霜婆さん：馬野都留子
- 芸者年丸：上野明美
- 芸者A：黒岩小枝子
- 芸者B：泉千代
- 少年時代の太郎：武田昭
- 少年時代の次郎：鈴木映弘
- 少年時代の三郎：平奈淳司
- 少女時代の末子：中村葉子
- 失業者の男：菅大作
- 失業者の子供：市川かつじ

スタッフ
以下のスタッフ名はKINENOTEに従った。
- 監督：稲垣浩
- 脚色：菊島隆三
- 原作：島崎藤村
- 製作：稲垣浩
- 撮影：飯村正
- 美術：北猛夫、植田寛
- 音楽：深井史郎
- 録音：西川善男
- 照明：西川鶴三

## テレビドラマ
本作を原作とするテレビドラマが、1962年に2本放送された。

### シャープ火曜劇場
1962年1月2日にフジテレビ系列の『シャープ火曜劇場』で放送。
出演者
- 田島：伊藤雄之助
- 太郎：木下清
- 太郎（青年時代）：服部哲治
- 次郎：江木俊夫
- 次郎（青年時代）：久保賢
- 末子：白川ヒカル
- 末子（少女時代）：小川知子
- 西村：小野雅樹
- 林：佐々木孝丸
- お徳：安芸秀子
- やす子：荒木道子
- 平太郎：松本染升
- お霜：本間文子
- 医者：今橋恒[3]

スタッフ
- 脚本：桂一郎
- 音楽：木下忠司[3]

### こども名作座
1962年7月8日にNHK総合テレビの『こども名作座』で放送。
出演者
- 父：河野秋武
- 太郎：亀谷雅敬
- 次郎：大金洋二
- 三郎：大谷正行
- 末子：梅田和子[4]

スタッフ
- 脚色：若林一郎[4]

| フジテレビ系列 シャープ火曜劇場 | フジテレビ系列 シャープ火曜劇場 | フジテレビ系列 シャープ火曜劇場 |
| 前番組                          | 番組名                          | 次番組                          |
| ------------------------------- | ------------------------------- | ------------------------------- |
| 母の曲                          | 嵐                              | 女性の声                        |
| NHK総合テレビ こども名作座      |                                 |                                 |
| 七夕さま                        | 嵐                              | 泣いた赤おに                    |